# Barra do Turvo (kommun)
Barra do Turvo är en kommun i Brasilien.   Den ligger i delstaten São Paulo, i den södra delen av landet, 1 000 km söder om huvudstaden Brasília. Antalet invånare är 7 729.
Följande samhällen finns i Barra do Turvo:
- Barra do Turvo

I omgivningarna runt Barra do Turvo växer i huvudsak städsegrön lövskog. Runt Barra do Turvo är det glesbefolkat, med 8 invånare per kvadratkilometer.